# Wilhelmsthaler See

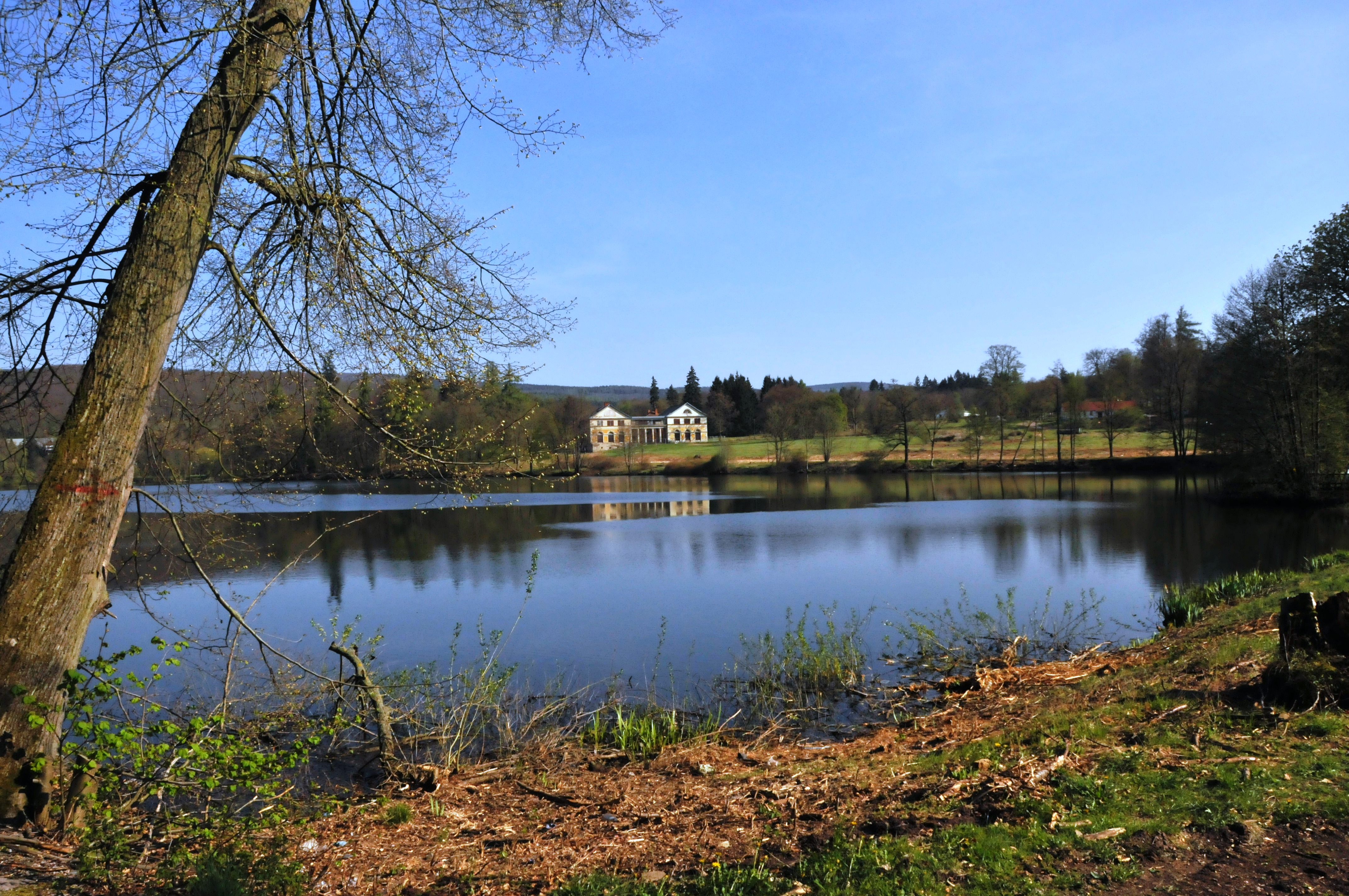
Schloss Wilhelmsthal mit See

Der Wilhelmsthaler See ist ein Stausee im Ortsteil Wilhelmsthal der Gemeinde Gerstungen im Wartburgkreis in Thüringen. Um 1715 erbaut, gilt er als älteste Talsperre Thüringens.

## Lage und Daten

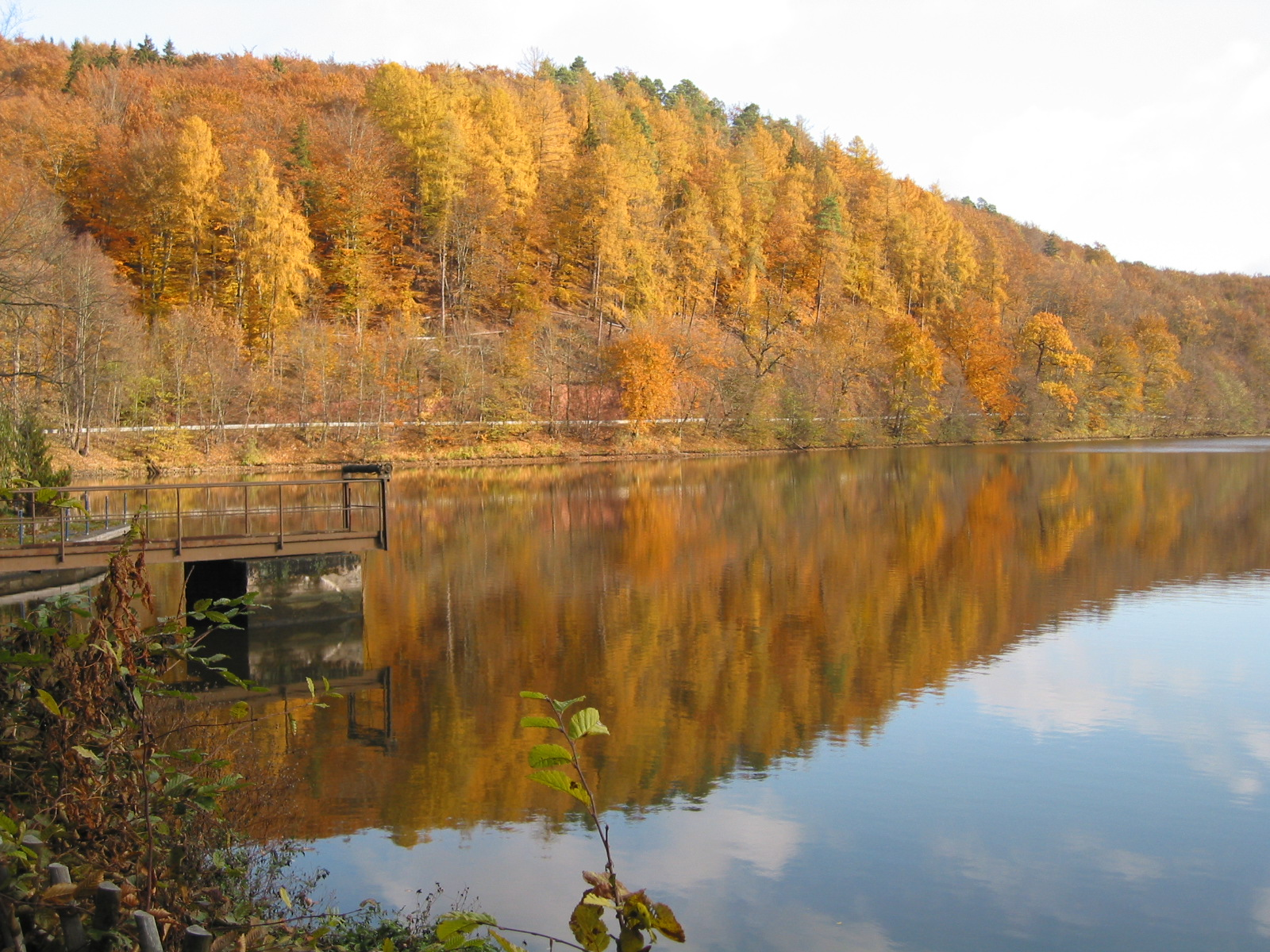
Wilhelmsthaler See, Nordufer vom Staudamm aus gesehen (2003)

Der Wilhelmsthaler See liegt etwa sechs Kilometer südlich von Eisenach am Rand der Ortslage Wilhelmsthal in unmittelbarer Nähe zur Bundesstraße 19. An einem bis zu 7 m hohen Erddamm wird das Gewässer II. Ordnung Elte zu einem See mit bis zu 220.000 m³ Stauvolumen aufgestaut. Auf Grund der Stauhöhe wird der Stausee nach den in Thüringen geltenden Vorschriften als Talsperre der Kategorie 3 klassifiziert.

## Geschichte

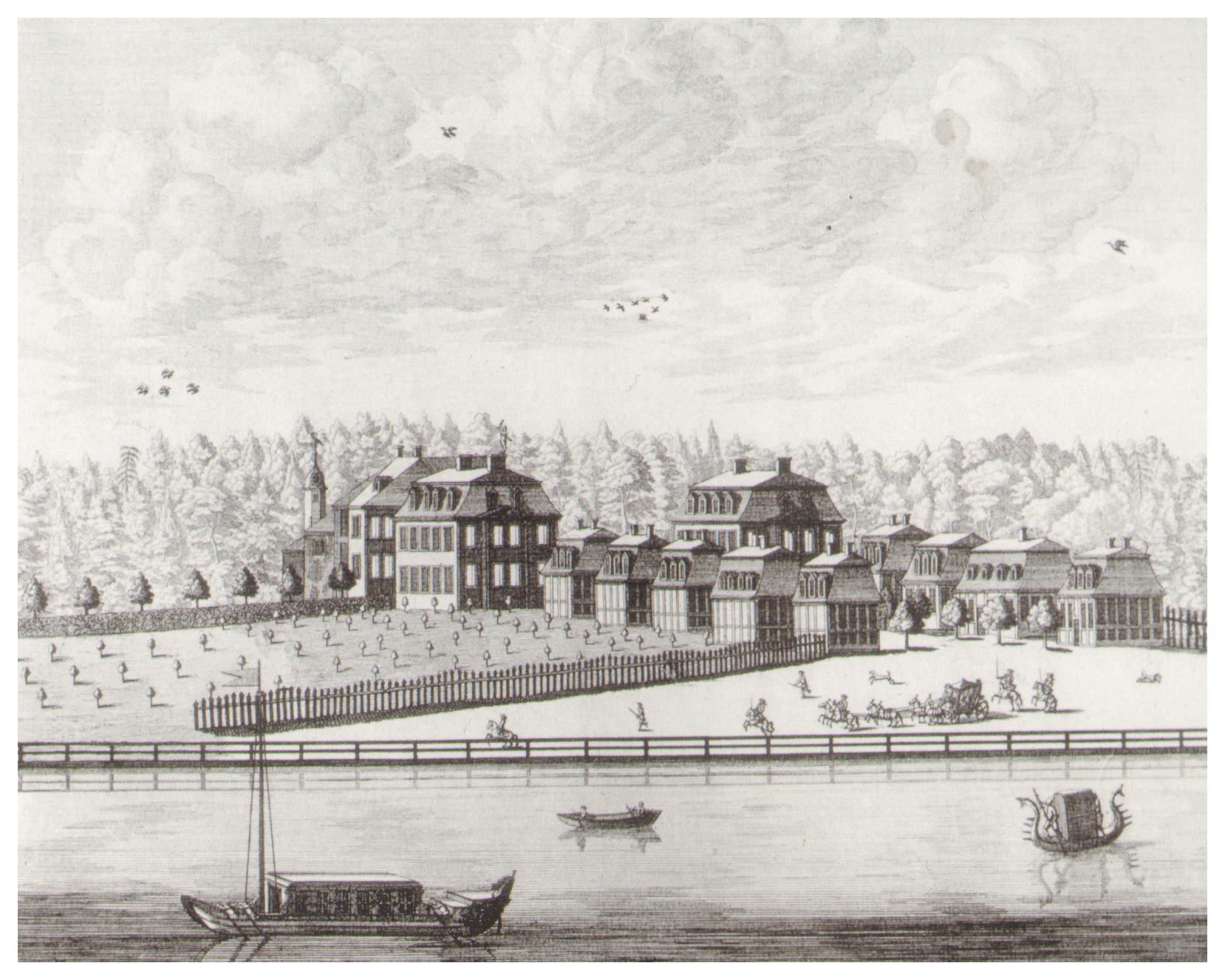
Am Wilhelmsthaler See (um 1710)

Der Wilhelmsthaler See wurde um 1715 als Gondelteich des gerade erbauten Lust- und Jagdschlosses Wilhelmsthal errichtet. Bootsfahrten und Spaziergänge in der Umgebung des Schlosses waren beliebter Zeitvertreib für die adelige Hofgesellschaft.
Herbeigerufene Schiffszimmerleute überholten und komplettierten im Auftrag von Herzog Ernst August den Bestand an Booten und Bootshäusern. Eine Luxusjacht, nach venezianischem Vorbild erstellt, war mit 12 Miniaturkanonen bestückt. Goethe notierte später dazu:
Die Verdammnis, daß wir des Landes Mark verzehren, läßt keinen Segen der Behaglichkeit grünen.
Der im Westen des Sees befindliche Auslauf wurde mit einer Brücke versehen. Das durchfließende Wasser rauschte über eine schräg angeordnete Rampe von Steinblöcken zu Tal. Seitlich führte ein heute verschwundener Mühlgraben am südlichen Hang zu der nahen, 1716 vom Forstknecht Johann Heinrich Köhler erbauten Mahlmühle. Dieses ebenfalls verschwundene Bauwerk hatte man als Teil einer vom Herzog Johann Wilhelm von Sachsen-Eisenach geplanten Ökonomie-Siedlung genehmigt, in der man Werkstätten, auch eine Glashütte ansiedeln wollte. Diese Pläne des Herzogs wurden jedoch nicht mehr verwirklicht.
Der nur von einem Erddamm aufgestaute See konnte für die Bewohner des unteren Eltetals zur Gefahr werden. Nachdem sich Nachrichten von verheerenden Dammbrüchen häuften, wurde 1799 der spätere Baurat Georg Christian Sartorius mit der Überprüfung der Stauanlage von Wilhelmsthal beauftragt. Sartorius überwachte die Verstärkung des Dammkörpers durch das Aufschichten von Steinblöcken auf der Unterstromseite, das zusätzliche Gewicht sollte dem Staudruck des Sees entgegenwirken. Der Sinn dieser Arbeiten wurde mit Verschönerungsarbeiten am Wehr verschleiert, die sicher beträchtlichen Kosten  wurden genehmigt und unter Einbeziehung von zahlreichen Hilfsarbeitern aus den stromab gelegenen Ortschaften ausgeführt, was zu einer allgemeinen Beruhigung führte. Sartorius berichtet über diese Arbeiten in seinen Memoiren:
Im Jahre 1799 bekam ich Auftrag nach Wilhelmsthal zu gehen, um daselbst die Anführe von großen Granitblöcken, welche zu Decoration eines Wehres (dienten), welches einen Wasserfall bilden sollte, zu leiten - es waren große Steine zu transportieren - einer darunter war 200 Zentner schwer. In demselben Jahr wurde das Wehr gebaut, und ich kam nun zum erstenmal in Dienst Geschäften mit dem Großherzog Carl August in Berührung.

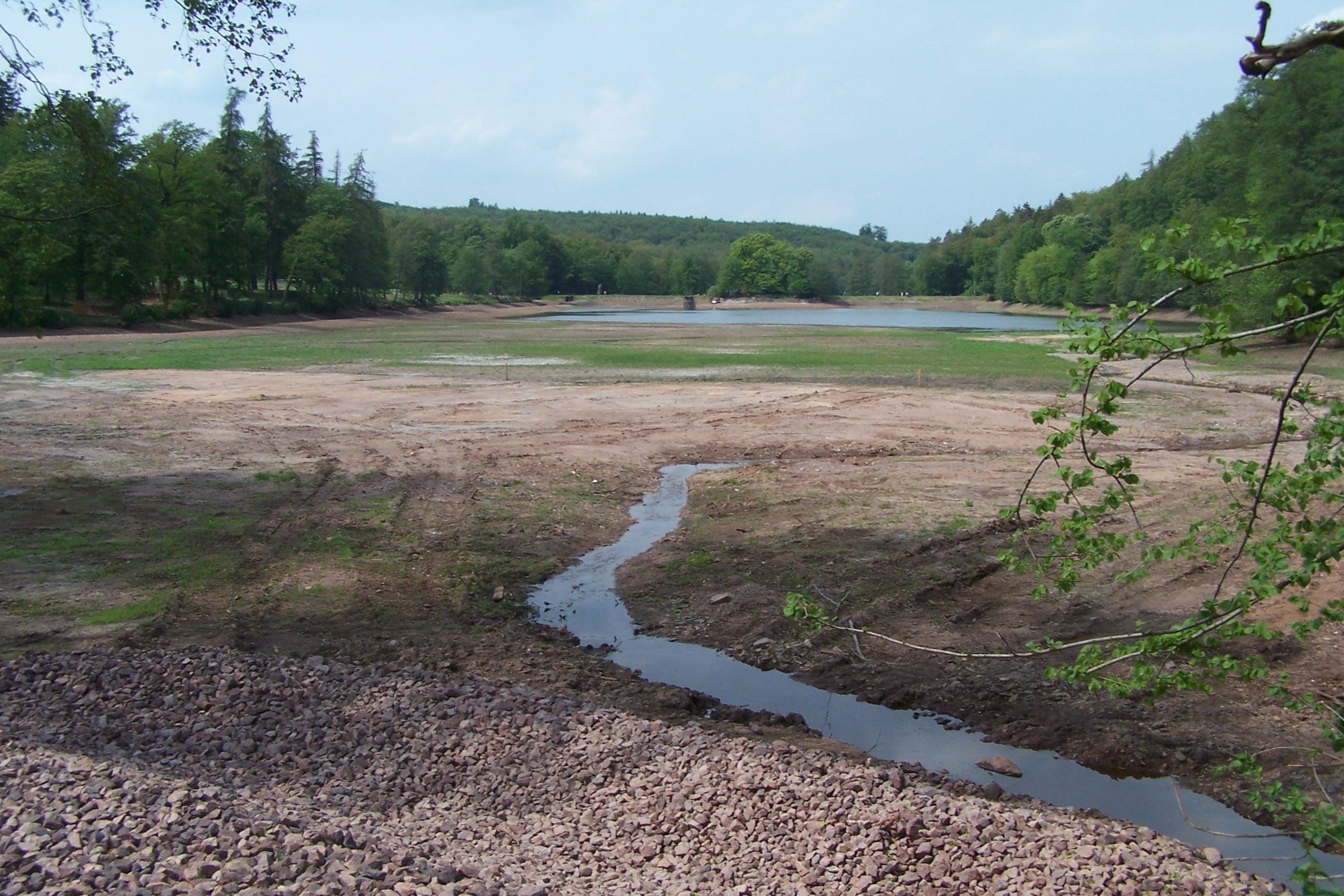
Der abgelassene Wilhelmsthaler See (2011)

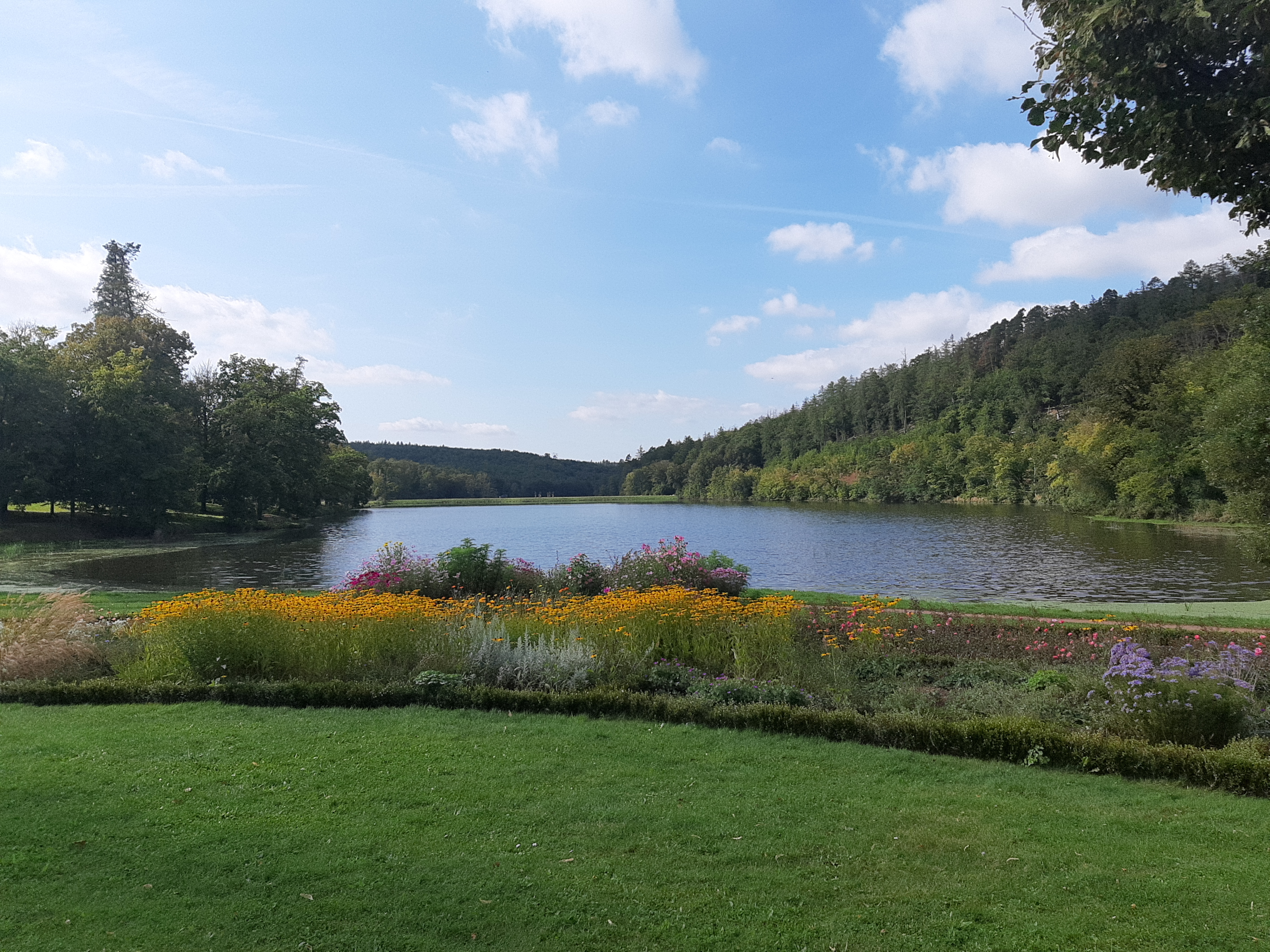
Derselbe Blick im September 2021

Ein weiteres Problem wurde erst in den 1980er Jahren akut: die vom Wasser der Elte mitgeführten Schwebstoffe und Kieselsteine wurden wegen des fehlenden Gefälles am Vorfluter des Sees abgelagert. Der See verschlammte, eine Arbeitsgruppe des Meliorationskombinates Erfurt musste nach einem Unwetter im Mai 1987 mit dem Ausbaggern einer Rinne den Durchfluss im See wiederherstellen, die Arbeiten wurden im August 1987 vorgenommen, wobei 4000 m³ Schlamm und Geröll abgebaggert wurden. Der mit Mitteln des Katastrophenschutzes bezahlte Eingriff brachte nur kurzzeitige Entlastung. Ab Mitte der 1990er Jahre wurde der See vorübergehend trockengelegt. Die berechneten Kosten für das vollständige Abtragen des Sedimentkörpers verhinderten ein tiefgründiges Ausbaggern. Seit dem erneuten Fluten dient der See wieder Erholungszwecken.
Im Juni 2009 wurde der See mit Schloss und Landschaftspark in die Trägerschaft der Stiftung Thüringer Schlösser und Gärten übernommen. 2011 wurde mit dem Landschaftspark auch der Zulaufbereich des Sees grundhaft saniert und umgestaltet. 2015 erfolgten Sicherungsmaßnahmen am Staudamm. Zur Stabilisierung des Bauwerkes wurde die Landseite des Dammes verstärkt und die Neigung des Dammes abgeflacht. Zugleich erfolgt eine Dammerhöhung um einen Meter, um die historischen Stauhöhen wieder erreichen zu können. Um die Landseite des Dammes wieder bepflanzen zu können, ohne dass der Damm durchwurzelt wird, wird eine spezielle, zum Damm hin abgedichtete Flüssigbodenschicht aufgebracht.

## Erreichbarkeit
Der See liegt unmittelbar an der Bundesstraße 19. Über die ÖPNV-Haltestellen Wilhelmsthal und Wilhelmsthaler See ist er aus Eisenach und Bad Salzungen gut erreichbar.